# 理想の夫
『理想の夫』（りそうのおっと、原題: An Ideal Husband）は、オスカー・ワイルドの戯曲。全4幕。『真面目が肝心』『ウィンダミア卿夫人の扇』『つまらぬ女』と並んでワイルドの4大喜劇の一つとされる。1895年の作品。
1999年にイギリスで映画化された際、日本公開時に『理想の結婚』の邦題が付けられた。これに合わせて、2000年に刊行された角川文庫の新装版では『理想の結婚』と改題されたが、2022年に復刊された際は『理想の夫』に戻されている。他に『理想の良人』の訳題もある。

## 登場人物
- ロバート・チルターン
- ガートルード：チルターン卿夫人
- メイベル：チルターンの妹
- アーサー・ゴーリング卿：チルターンの友人
- チェブリー夫人

## あらすじ
若くして外務次官になったチルターンはチェブリー夫人に、現代で言うところのインサイダー取引のような不正をかつて行ったことを暴露すると脅される。妻のガートルードは清廉潔白な女性で曲がったことが大嫌いだった。妻の愛を失いたくないチルターンはこの件について打ち明けられず、親友で遊び人風のゴーリングに相談する。そして事態は思わぬ方向へ向かう。

## 主な日本語訳
- 理想の夫（『オスカー・ワイルド全集2 戯曲』所収、西村孝次訳、青土社、1989年）
- 理想の結婚（厨川圭子訳、角川文庫、2000年）※2022年、『理想の夫』として復刊。
- 理想の良人（『真面目第一・サロメ・理想の良人』所収、青木常雄訳、研究社、2002年）

## 映画
たびたび映画化されている。
- 理想の夫（英語版）（Ein idealer Gatte, 1935年、ドイツ）
- 理想の夫（英語版）（An Ideal Husband, 1947年、イギリス、アレクサンダー・コルダ製作・監督）
- 理想の夫（英語版）（An Ideal Husband, 1998年、イギリス）
- 理想の結婚（An Ideal Husband, 1999年、イギリス）